# Divisão administrativa

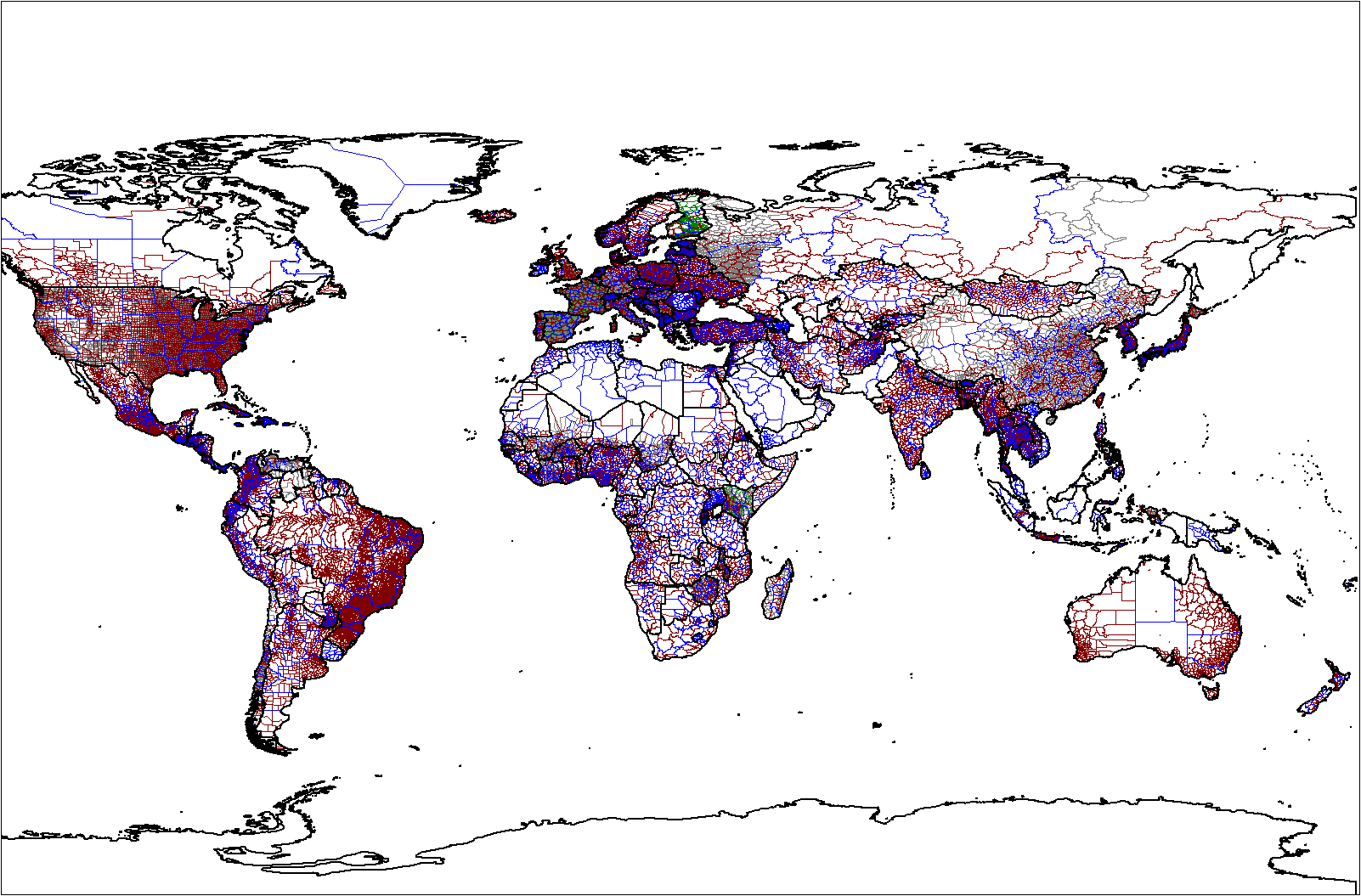
Divisões administrativas do Mundo

Uma divisão administrativa, entidade subnacional, ou subdivisão de país é uma parte de um país ou outra divisão política, estabelecida para o propósito do governo. Divisões administrativas são um certo grau de autonomia concedida, são obrigados a gerir a si mesmos através de seu próprio governo local. Os países são divididos nestas unidades menores para tornar o gerenciamento de suas terras e os assuntos de seu povo mais facilmente. Por exemplo, um país pode ser dividido em províncias, que por sua vez são divididos em condados, que por sua vez podem ser divididos, no todo ou em parte, em municípios. Estes são apenas alguns dos nomes dados às subdivisões administrativas; mais exemplos são fornecidos abaixo.
Divisões administrativas são conceitualmente separadas de territórios dependentes, com o primeiro sendo uma parte integrante do Estado e sendo o outro apenas sob alguma forma de controle menor. No entanto, o termo "divisão administrativa" pode incluir territórios dependentes, bem como divisões administrativas aceitas (por exemplo, nas bases de dados geográficos).
Uma entidade subnacional é uma parte de um país que geralmente possui uma forma de governo regional com menos poderes do que o governo do país a que pertence.
Os nomes das divisões administrativas variam entre os países. Nos estados federais como o Brasil ou a Índia, as principais subdivisões denominam-se estados, caracterizados por ter sua própria constituição e sua própria parlamento, elegendo os governadores por voto direto. Noutros países, como Moçambique ou o Canadá, as principais subdivisões denominam-se distritos, e noutros ainda, como a Tanzânia simplesmente regiões. Em Portugal as principais subdivisões são os distritos, embora esse país tenha outros tipos de subdivisões como, por exemplo, as regiões autónomas da Madeira e Açores.
Estas subdivisões principais também estão normalmente subdivididas em divisões administrativas menores, igualmente com nomenclaturas variadas. No Brasil, todos os estados se dividem em municípios, podendo às vezes ser agrupados em divisões não administrativas (mesorregiões e microrregiões), e os municípios em alguns casos se dividem em divisões administrativas menores, controlados por subprefeituras. Os subprefeitos não são eleitos por voto direto, e sim designados pelo prefeito da cidade. Em Portugal, os distritos dividem-se em concelhos ou municípios e estes em freguesias. Em Moçambique, as províncias dividem-se em distritos, que subdividem em postos administrativos e estes em localidades; além destas entidades que são subdivisões do Estado, ainda existem os municípios, considerados o "governo local" em algumas cidades e vilas. Em alguns países de língua inglesa, como os Estados Unidos, os estados dividem-se em condados (com exceção da Louisiana que está dividida em paróquias), apenas o nome sendo reminiscente das antigas divisões feudais.
Para além destas formas de organização da administração pública, cada país pode ainda utilizar outros tipos de subdivisão para fins específicos, tais como estatísticas ou como forma de organização do poder judicial (ver comarca), da saúde ou da educação.

## Tipos de divisões
Divisões subnacionais
- Departamento (exemplo: na Bolívia; Colômbia; El Salvador; Guatemala; Haiti; Honduras; Paraguai; Uruguai)
- Distrito (exemplo: nas Bahamas; Belize; Luxemburgo; Portugal)
- Estado (para federação, exemplo: no Brasil; Estados Unidos; México; Venezuela)
- País (exemplo: no Reino Unido)
- Província (exemplo: na Argentina; Canadá; Costa Rica; Cuba; Equador; Panamá; República Dominicana)
- Região (exemplo: no Chile; Guiana; Peru; França; Itália)
- República (exemplo: na Rússia, na Bósnia e Herzegovina)

Divisões subentes
- Condado (exemplo: nos Estados Unidos)
- Concelho (exemplo: em Portugal)
- Município (exemplo: no Brasil)
- Paróquia (exemplo: na Louisiana, Estados Unidos)
- Região administrativa (exemplo: no Distrito Federal, Brasil)

Divisões subsecundárias
- Bairro (exemplo: no Brasil)
- Distrito (exemplo: no Brasil)
- Freguesia (exemplo: em Portugal)
- Região administrativa (exemplo: no Rio de Janeiro, Brasil)

Há também regiões que não possuem governo nem autonomia política.
- Comarca compostas por distritos judiciários (exemplo: no Brasil)
- Macrorregiões compostas por estados (exemplo: no Brasil; Estados Unidos)
- Mesorregiões compostas por municípios (exemplo: no Brasil)
- Microrregiões compostas por municípios (exemplo: no Brasil)
- Região econômica (exemplo: na Região Econômica do Leste Siberiano; Região Econômica Central da Terra Negra, Rússia)
- Regiões geoeconômicas (exemplo: no Brasil)
- Região hidrográfica (exemplo: no Brasil)
- Região turística (exemplo: na Região Turística Rota Norte, Brasil; Região de Turismo do Norte Alentejano, Portugal)